# Маниту Спрингс
Маниту Спрингс (на английски: Manitou Springs) е град в окръг Ел Пасо, щата Колорадо, САЩ. Маниту Спрингс е с население от 4980 жители (2000) и обща площ от 7,8 km². Намира се на 1938 m надморска височина. ЗИП кодът му е 80829, а телефонният му код е 719.